# Basketball Bundesliga 2006-07
La Basketball Bundesliga 2006-07 fue la edición número 41 de la Basketball Bundesliga, la primera división del baloncesto profesional de Alemania. El campeón fue el Brose Bamberg, que lograba su segundo título, mientras que descendieron el Nürnberg Falcons BC y el BG Karlsruhe.

## Equipos
| Equipo                           | Ciudad       | Arena                      | Capacidad |
| -------------------------------- | ------------ | -------------------------- | --------- |
| Brose Baskets                    | Bamberg      | Stechert Arena             | 6,800     |
| Alba Berlin                      | Berlin       | O2 World Berlin            | 14,500    |
| Telekom Baskets Bonn             | Bonn         | Telekom Dome               | 6,000     |
| New Yorker Phantoms Braunschweig | Braunschweig | Volkswagen Halle           | 6,600     |
| Eisbären Bremerhaven             | Bremerhaven  | Bremerhaven Stadthalle     | 4,050     |
| Köln 99ers                       | Colonia      | GEW Energy Dome            | 3,232     |
| Fraport Skyliners                | Frankfurt    | Fraport Arena              | 5,002     |
| LTi Gießen 46ers                 | Gießen       | Sporthalle Gießen-Ost      | 4,003     |
| BG Karlsruhe                     | Karlsruhe    | Europahalle Karlsruhe      | 4,800     |
| Bayer Giants Leverkusen          | Leverkusen   | Smidt-Arena                | 3,500     |
| MHP Riesen Ludwigsburg           | Ludwigsburg  | Rundsporthalle Ludwigsburg | 3,008     |
| Nürnberg Falcons BC              | Nürnberg     | BBZ Sporthalle             | 2,140     |
| EWE Baskets Oldenburg            | Oldenburg    | Große EWE Arena            | 6,069     |
| Paderborn Baskets                | Paderborn    | Sportzentrum Maspernplatz  | 3,014     |
| Artland Dragons                  | Quakenbrück  | Artland-Arena              | 3,000     |
| TBB Trier                        | Trier        | Arena Trier                | 5,900     |
| Walter Tigers Tübingen           | Tübingen     | Paul Horn-Arena            | 3,132     |
| ratiopharm ulm                   | Ulm          | Ratiopharm Arena           | 6,000     |

## Resultados

### Temporada regular
|     | Equipo                      | J  | G  | P  | PF    | PC    | Pts | Clasificación                         |
| --- | --------------------------- | -- | -- | -- | ----- | ----- | --- | ------------------------------------- |
| 1.  | Alba Berlin                 | 34 | 28 | 6  | 2.735 | 2.481 | 56  | playoffs                              |
| 2.  | EnBW Ludwigsburg            | 34 | 25 | 9  | 2.862 | 2.564 | 50  | playoffs                              |
| 3.  | Brose Bamberg               | 34 | 24 | 10 | 2.520 | 2.564 | 48  | playoffs                              |
| 4.  | Eisbären Bremerhaven        | 34 | 23 | 11 | 2.659 | 2.381 | 46  | playoffs                              |
| 5.  | RheinEnergie Köln           | 34 | 22 | 12 | 2.517 | 2.402 | 44  | playoffs                              |
| 6.  | Telekom Baskets Bonn        | 34 | 21 | 13 | 2.479 | 2.437 | 42  | playoffs                              |
| 7.  | Bayer Giants Leverkusen     | 34 | 19 | 15 | 2.814 | 2.683 | 38  | playoffs                              |
| 8.  | Artland Dragons Quakenbrück | 34 | 19 | 15 | 2.573 | 2.557 | 38  | playoffs                              |
| 9.  | EWE Baskets Oldenburg       | 34 | 18 | 16 | 2.659 | 2.539 | 36  |                                       |
| 10. | Walter Tigers Tübingen      | 34 | 17 | 17 | 2.493 | 2.521 | 34  |                                       |
| 11. | Paderborn Baskets           | 34 | 16 | 18 | 2.554 | 2.479 | 32  |                                       |
| 12. | Ratiopharm Ulm              | 34 | 16 | 18 | 2.751 | 2.770 | 32  |                                       |
| 13. | Skyliners Frankfurt         | 34 | 15 | 19 | 2.418 | 2.589 | 30  |                                       |
| 14. | New Yorker Phantoms         | 34 | 13 | 21 | 2.460 | 2.634 | 26  |                                       |
| 15. | TBB Trier                   | 34 | 11 | 23 | 2.625 | 2.718 | 22  |                                       |
| 16. | Gießen 46ers                | 34 | 11 | 23 | 2.329 | 2.546 | 22  |                                       |
| 17. | Sellbytel Baskets Nürnberg  | 34 | 5  | 29 | 2.373 | 2.822 | 10  | Descienden a 2. Basketball-Bundesliga |
| 18. | BG Karlsruhe                | 34 | 3  | 31 | 2.410 | 2.868 | 6   | Descienden a 2. Basketball-Bundesliga |

### Playoffs
|  | Cuartos de final | Cuartos de final        | Cuartos de final |                   |    | Semifinales      | Semifinales | Semifinales |  |    | Final           | Final | Final |  |
|  |                  |                         |                  |                   |    |                  |             |             |  |    |                 |       |       |  |
|  |                  |                         |                  |                   |    |                  |             |             |  |    |                 |       |       |  |
|  | 1.               | Alba Berlin             | 0                |                   |    |                  |             |             |  |    |                 |       |       |  |
|  | 1.               | Alba Berlin             | 0                |                   |    |                  |             |             |  |    |                 |       |       |  |
|  | 8.               | Artland Dragons         | 3                |                   |    |                  |             |             |  |    |                 |       |       |  |
|  | 8.               | Artland Dragons         | 3                |                   | 8. | Artland Dragons  | 3           |             |  |    |                 |       |       |  |
|  |                  |                         |                  |                   | 8. | Artland Dragons  | 3           |             |  |    |                 |       |       |  |
|  |                  |                         | 5.               | RheinEnergie Köln | 2  |                  |             |             |  |    |                 |       |       |  |
|  | 4.               | Eisbären Bremerhaven    | 5.               | RheinEnergie Köln | 2  | 2                |             |             |  |    |                 |       |       |  |
|  | 4.               | Eisbären Bremerhaven    |                  |                   |    |                  |             |             |  |    |                 |       |       |  |
|  | 5.               | RheinEnergie Köln       | 3                |                   |    |                  |             |             |  |    |                 |       |       |  |
|  | 5.               | RheinEnergie Köln       | 3                |                   |    |                  |             |             |  | 8. | Artland Dragons | 1     |       |  |
|  |                  |                         |                  |                   |    |                  |             |             |  | 8. | Artland Dragons | 1     |       |  |
|  |                  |                         | 3.               | Brose Bamberg     | 3  |                  |             |             |  |    |                 |       |       |  |
|  | 2.               | EnBW Ludwigsburg        | 3.               | Brose Bamberg     | 3  | 3                |             |             |  |    |                 |       |       |  |
|  | 2.               | EnBW Ludwigsburg        |                  |                   |    |                  |             |             |  |    |                 |       |       |  |
|  | 7.               | Bayer Giants Leverkusen | 1                |                   |    |                  |             |             |  |    |                 |       |       |  |
|  | 7.               | Bayer Giants Leverkusen | 1                |                   | 2. | EnBW Ludwigsburg | 1           |             |  |    |                 |       |       |  |
|  |                  |                         |                  |                   | 2. | EnBW Ludwigsburg | 1           |             |  |    |                 |       |       |  |
|  |                  |                         | 3.               | Brose Bamberg     | 3  |                  |             |             |  |    |                 |       |       |  |
|  | 3.               | Brose Bamberg           | 3.               | Brose Bamberg     | 3  | 3                |             |             |  |    |                 |       |       |  |
|  | 3.               | Brose Bamberg           |                  |                   |    |                  |             |             |  |    |                 |       |       |  |
|  | 6.               | Telekom Baskets Bonn    | 2                |                   |    |                  |             |             |  |    |                 |       |       |  |
|  | 6.               | Telekom Baskets Bonn    | 2                |                   |    |                  |             |             |  |    |                 |       |       |  |
|  |                  |                         |                  |                   |    |                  |             |             |  |    |                 |       |       |  |

## Galardones
MVP de la temporada
- Jerry Green, EnBW Ludwigsburg

MVP de las Finales
- Casey Jacobsen, Brose Bamberg

Mejor jugador ofensivo
- Casey Jacobsen, Brose Bamberg

Mejor jugador defensivo
- Immanuel McElroy, RheinEnergie Köln

Entrenador del Año
- Silvano Poropat, EnBW Ludwigsburg

Jugador más mejorado
- Je'Kel Foster, EnBW Ludwigsburg

Mejor jugador sub-22
- Nicolai Simon, ALBA Berlin

Mejores quintetos de la BBL
| - Mejor quinteto: - G Jerry Green, EnBW Ludwigsburg - G Julius Jenkins, ALBA Berlin - F Casey Jacobsen, Brose Bamberg - F Jeff Gibbs, ratiopharm Ulm - C Sharrod Ford, ALBA Berlin | - 2º mejor quinteto: - G Demond Mallet, RheinEnergie Köln - G Immanuel McElroy, RheinEnergie Köln - F Adam Hess, Artland Dragons - F Chris Owens, ALBA Berlin - C Darren Fenn, Brose Bamberg |